# Grtchets
Grtchets ou Grčec (en macédonien Грчец, en albanais Gërçeci) est un village situé à Saraï, une des dix municipalités spéciales qui constituent la ville de Skopje, capitale de la Macédoine du Nord. Le village comptait un seul habitant à l'année en 2002. Il se trouve entre la Treska et le mont Vodno. Il est traditionnellement peuplé d'Albanais de Macédoine. C'est le village natal de l'écrivain Kim Mehmeti.

## Démographie
Lors du recensement de 2002, le village comptait :
- Macédoniens : 1